# منتخب ألمانيا تحت 23 سنة لكرة الطائرة للسيدات
منتخب ألمانيا تحت 23 سنة لكرة الطائرة للسيدات هو ممثل ألمانيا الرسمي في المنافسات الدولية في كرة طائرة للسيدات تحت 23 سنة .